# Agrotis justifica
Agrotis justifica là một loài bướm đêm trong họ Noctuidae.